# Le Petit Parisien
Le Petit Parisien, var en fransk morgontidning utgiven i Paris mellan 1876 och 1944.
Le Petit Parisien var i början av 1900-talet en av de "stora fyra" Parisbladen och hade vardagar en upplaga av 1,4 miljoner exemplar, på söndagar 1,8 - 2 miljoner exemplar. Le Petit Parisien var en oavhängig nyhetstidning inriktad mot den breda massan, republikansk och principiellt regerings vänlig. Tidningen var uppskattad för sina krönikor, Le pour et le contre.